# NIC-12A
La NIC-12A es una autopista nacional catalogada como troncal principal ubicada en Nicaragua. La carretera inicia en el Sur en el Empalme de Nejapa con la NIC-2 y NIC-3 en Managua hasta finalizar en el Norte en el Empalme Los Encuentros en Chichigalpa.